# 对甲苯基(对甲苯磺酰基)乙酮
对甲苯基(对甲苯磺酰基)乙酮是一种有机化合物，化学式为C16H16O3S。它可由2-溴-4'-甲基苯乙酮和对甲苯磺酸钠反应制得。它和碘、过氧化氢水溶液在乙酸中反应，可以得到2-碘-1-对甲苯基-2-对甲苯磺酰基乙酮。